# Ada Madssen
Ada Margrethe Madssen, född 9 februari 1917 i Oslo, död 22 september 2009, var en norsk skulptör.
Hon var dotter till Mads Madsen och Margit Skonhoft Andersen. Hon visade redan från ungdomsåren ett stort konstintresse och tänkte sig en framtid som bildkonstnär men under studietiden övergick hon till den skulpturala konsten. Hon studerade konst för Per Krohg vid Statens håndverks- og kunstindustriskole 1935–1938 och vid Doro och Carl von Hannos malerskole i Oslo samt för Axel Revold och Wilhelm Rasmussen vid Statens Kunstakademi 1938–1940. Hon debuterade i Statens Kunstutstilling 1944 och kom att medverka i utställningen ett 10-tal gånger. Separat ställde hon ut flera gånger med utkast för arbeten tänkta som offentlig utsmyckning. Hon var representerad i Nordiska konstförbundets utstilling 1957 och i Jubileumsutstilling som visades på Kunstnernes Hus 1980. Till hennes offentliga arbeten märks monumentet över Systrarna Backer i Holmestrand och Dronning Maud-monumentet i Oslo slottspark. Madssen är representerad vid bland annat Nasjonalgalleriet, Norges idrettshøgskole, Statens sykepleieskole, Norsk rikskringkasting samt Oslo, Eidsvoll, Sandefjord och Åsnes kommuner.